# 濱河內站
濱河內站（日语：／ Hamagōchi eki */?）是位於山口縣山陽小野田市大字小野田字夏目，西日本旅客鐵道（JR西日本）的小野田線支線（本山支線）車站 ，由廣島支社旗下的「山口地區統括部」管理。車站周邊為疏落的民居與農田，使用量十分稀少。
在現行的時間表下，本山支線每天只有三來回的列車服務，分別於早上6-7時時段，及黃昏18時時段行走。

## 車站構造
自開站以來一直採用簡易車站模式，沒有站房，由馬路旁的小徑，繞過車站候車亭後便可進入月台範圍。

### 月台
設有側式月台1座，長約50公尺，全以水泥地基所築成。中央部份設有以木建成、配以鋼板上蓋的候車亭一座。亭內設有候車長櫈及通訊配置箱。
列車靠站時，往雀田方向為右側上落；往長門本山方向為左側上落。
| 路線                  | 方向 | 目的地             |
| --------------------- | ---- | ------------------ |
| ■小野田線（本山支線） | 上行 | 雀田、宇部新川方向 |
| ■小野田線（本山支線） | 下行 | 長門本山方向       |

## 歷史
- 1957年6月1日：國鐵小野田線雀田站至長門本山站之間開設此站。
- 1987年4月1日：隨國鐵分割民營化，車站由西日本旅客鐵道（JR西日本）營運。

## 使用狀況
以下為近年使用人次：
| 乘車人次變化 | 乘車人次變化 |
| 年度         | 1日平均人次  |
| ------------ | ------------ |
| 1999         | 21           |
| 2000         | 22           |
| 2001         | 26           |
| 2002         | 32           |
| 2003         | 24           |
| 2004         | 21           |
| 2005         | 19           |
| 2006         | 22           |
| 2007         | 17           |
| 2008         | 13           |
| 2009         | 10           |
| 2010         | 8            |
| 2011         | 8            |
| 2012         | 5            |
| 2013         | 8            |
| 2014         | 6            |
| 2015         | 9            |
| 2016         | 7            |
| 2017         | 8            |
| 2018         | 9            |
| 2019         | 10           |
| 2020         | 7            |
| 2021         | 9            |
| 2022         | 4            |

## 相鄰車站
西日本旅客鐵道（JR西日本）
■小野田線（本山支線）
雀田－濱河內－長門本山

## 外部連結
- 濱河內｜車站資訊：JR出門網 - 西日本旅客鐵道（日語）